# Салдаманов Майдан
Салдаманов Майдан (рос. Салдаманов Майдан) — село в Лукояновському районі Нижньогородської області Російської Федерації.
Населення становить 253 особи. Входить до складу муніципального утворення Шандровська сільрада.

## Історія
Від 2009 року входить до складу муніципального утворення Шандровська сільрада.

## Населення
| 2002 | 2010 |
| ---- | ---- |
| 310  | ↘253 |